# Historia de las ciudades
La ciudad es un objeto de estudio de las ciencias sociales, un problema que ha ocupado a los seres humanos formando agrupamientos estables. Los asentamientos humanos, aun en sus formas más simples, requieren acuerdos sociales para asegurar el equilibrio del grupo, y de la fragilidad o solidez de dichos acuerdos depende fundamentalmente la estabilidad necesaria para la convivencia. Por ello, la ciudad debe entenderse como un fenómeno vivo y permanente, íntimamente ligado a la cultura con la que comparte la característica de la complejidad, lo que invita a cometer su estudio desde múltiples puntos de vista. Se han ocupado de ella, entre otras disciplinas, la historia, la filosofía, la geografía, la psicología, el arte, la arquitectura, la sociología, la política, la literatura, la antropología y el derecho, entre otras disciplinas.
Son numerosas las definiciones que se han formulado sobre la ciudad dependiendo del elemento constitutivo sobre el que se fijara la atención. Unos autores han destacado el elemento material (la pavimentación, el cierre amurallado, los equipamientos), mientras que otros han atendido a las relaciones sociales o a visiones utópico-filosóficas del fenómeno urbano.
Con carácter general, los estudiosos han venido distinguiendo las ciudades según dos criterios: las épocas en las que se han consolidado (criterio histórico) y el tipo de cultura en que éstas se han desarrollado (criterio antropológico). Desde estas perspectivas se suele distinguir entre la ciudad antigua, la ciudad medieval, la ciudad barroca o, la ciudad precolombina, la ciudad islámica, la ciudad anglosajona, la ciudad mediterránea, etc.
En su acepción vulgar, el término ciudad hace referencia a aglomeraciones humanas que realizan actividades distintas de las agrarias. Aquí, la distinción entre ciudad y campo, de amplia tradición en el pensamiento urbanístico, se establece en función del tipo de actividades. Por un lado están las actividades relacionadas directamente con la agricultura que se desarrolla en los núcleos rurales y, por otro, las actividades distintas de las agrarias (industria, servicios, etc.) que tienen lugar en los núcleos urbanos donde las relaciones humanas son más refinadas y complejas, y el aparato administrativo del Estado está más cerca del ciudadano.
La Geografía humana, a la hora de estudiar el fenómeno urbano, pone de relieve aspectos como la organización social, los índices de población, el tipo de cultura o la especialización funcional. Por su parte, la Sociología, sin desdeñar estos elementos, centra el estudio de la ciudad en las causas que dan lugar a las transformaciones o cambios sociales que se producen en el mundo urbano.

## Edad Antigua
| Sumerias, Babilonias y Asirias                                                                                         |
| --- |
| Ur, Uruk, Babilonia, Assur, Isin, Larsa, Nínive                                                                        |
| Mesopotamia |
| Ur, Lagaš, Mari, Ešnunna, Eriduh, Nippur, Umma, Uruk                                                                   |
| Egipto |
| Menfis, Tebas, Heracleópolis, Tanisol, Hieracómpolis, Alejandría                                                       |
| Grecia |
| Atenas, Esparta, Corinto, Tebas, Mileto, Éfeso, Argos, Siracusa, Massalia, Cirene                                      |
| Romanas |
| Roma, Tarraco, Augusta Emerita, Cartago Nova, Vindobona, Sarmizegetusa, Londinium, Mediolanum, Constantinopla, Narbona |

Las ciudades del mundo antiguo respondían a una concepción simbólica del espacio, propia del pensamiento mágico y del pensamiento religioso. El ordenamiento del espacio debía ser coherente con la cosmogonía y la orientación astrológica de cada cultura.
En Sumeria se trata de “ciudades-estado”, regidas por valores de tipo religioso y militar, donde se aprecia un orden arquitectónico geométrico y una diferenciación por ciudades; destacaban los grandes templos y palacios orientados hacia la salida del sol. En Mesopotamia, por su parte, las ciudades son pequeñas y amuralladas; tenían un trazado irregular, el cual se fue haciendo reticular con el paso del tiempo. Se construían alrededor del templo, las casas tenían un patio y alrededor de éste se localizaban las habitaciones; eran casas cerradas debido al clima y a la defensa. Las construcciones son de barro cocido y adobe, por lo que quedan pocos restos.
En el Egipto Antiguo, el espacio urbano se estructuraba teniendo en cuenta la orientación de los puntos cardinales en dos ejes, Norte-Sur (paralelo al Nilo) y Este-Oeste (el trayecto solar). La ciudad egipcia plantea una organización espacial con arreglo a un orden jerárquico, situando en el centro urbano los templos y palacios. Las calles y los barrios se disponen dentro de una red ortogonal donde el agua adquiere un especial protagonismo dentro de la escena urbana.
Al Este del Nilo la ciudad presentaba su mayor actividad. Los egipcios interpretaban, en su cosmovisión, el trayecto del sol como una metáfora del ciclo de la vida. El amanecer, y toda la tierra al Este del Nilo representan al nacimiento, a la vida. El atardecer, y las tierras al oeste del río, al ocaso de la vida, la muerte. La necrópolis, las pirámides, el valle de los reyes, todos se encuentran al oeste.
En la antigua Grecia, la cultura se decanta por el pensamiento racional, por la autonomía racional del hombre. Para los sofistas como Protágoras, “El hombre es la medida de todas las cosas”, por tanto, la ciudad debe de estar también a la medida del hombre. El racionalismo impregna tanto al pensamiento político griego como al filosófico que, en cuanto tal, se inicia en ese momento. El inicio del pensamiento urbano se suele situar por los estudiosos en las ciudades ideales de Platón y Aristóteles. La ciudad es, para Platón, un espacio para la vida social y la vida espiritual y debe estar encaminada a elevar a los hombres a la virtud. Platón diseña hasta tres modelos de ciudades teóricas o ciudades ideales, siendo su característica común la planta circular que muchos autores atribuyen a influencias indoarias en el pensamiento platónico; en concreto, al símbolo mandálico del círculo utilizado por la mitología hindú para expresar la forma del macrocosmos y del microcosmos.
Junto al ágora, destacan en la ciudad griega la relevancia de sus templos, palacios, museos, gimnasios, teatros, parques urbanos, bibliotecas. Todo ello constituye un conjunto que responde a la geometría espacial de la época. Otro elemento importante que aparece en el urbanismo griego es la vía principal de la ciudad, sobre la que se alinean las edificaciones más importantes.
Las ciudades romanas fueron herederas del urbanismo griego; de sus criterios de racionalidad, funcionalidad, armonía y orden. Recogieron también la tendencia griega al cercamiento de los espacios y el valor de la perspectiva o visión de conjunto. En la ciudad romana destaca en primer lugar el foro, después los templos y palacios, las termas, los anfiteatros y los circos, así como el arte urbano, que es en Roma más psicológico y extrovertido que el griego, más estético e interiorista.
Pero la aportación romana más original se halla en los campamentos militares, como corresponde al sentido práctico de esta civilización. Hay que distinguir entonces entre la ciudad de Roma propiamente dicha y las ciudades incorporadas al imperio romano, es para estas ciudades que el plan castrense desarrolla una estructura urbana, especialmente pensada para controlar militarmente la ciudad tomada. Estas ciudades sometidas al yugo romano deberán ceder su propia tradición urbana a las condicionantes impuestas por el urbanismo romano, donde se encuentra de forma característica el desarrollo de las dos calles principales, ortogonales con orientación este-oeste (decumano) y norte-sur (cardo) permitiendo el desarrollo del Foro como ensanchamiento del punto de cruce de ambas calles. Estas ciudades se amurallaban y las dos calles en cruz remataban sus extremos exteriores en cuatro puertas de entrada y control a la ciudad. Otro elemento importante en el desarrollo de la ciudad lo constituye el Acueducto, pieza de ingeniería hidráulica que confiere a cada ciudad un desarrollo particular en su morfología y paisaje dependiendo de su acceso, recorrido, necesidades de altura, así como del desarrollo de las pilas o bancos de agua limpia que se repartían por la ciudad para proveer del líquido a la población.

### Antigüedad Tardía
La crisis del siglo III es el inicio de la decadencia de la ciudad clásica, en la mitad occidental del Imperio. Las sucesivas invasiones, que se convirtieron en un fenómeno de larga duración hasta el siglo VIII, obligaron a costosas inversiones defensivas, visibles en el amurallamiento (un buen ejemplo son las murallas de Lugo). Junto con otros cambios sociales y políticos internos del Bajo Imperio Romano (rebeliones como las bagaudas), la ciudad decayó en importancia: las élites urbanas procuraron eludir el aumento de la presión fiscal y optaron por la ruralización. Instituciones que constituían el corazón de la vida urbana como los collegia de oficios (similares a gremios) y las autoridades públicas (ediles), sometidos al principio hereditario forzoso para controlar la recaudación de impuestos, son vistos ya no como un honor ventajoso, sino como una carga.
Es el momento en que las villae del campo se hacen más lujosas, y se orientan a la autosuficiencia, lo que rompe los vínculos que conectaban el campo con la ciudad y la red de ciudades con Roma. Las ciudades, con mucha menos población, ven desaparecer las funciones lúdicas, sociales, políticas y religiosas de sus grandes hitos urbanos (anfiteatros, termas, templos, basílicas), en beneficio de nuevas funciones religiosas en torno a la imposición del cristianismo, nueva religión oficial a partir de Teodosio. El obispo pasa a ser la principal autoridad urbana.
La desaparición del Imperio en el siglo V solamente reforzó una tendencia ya comenzada.

## Edad Media

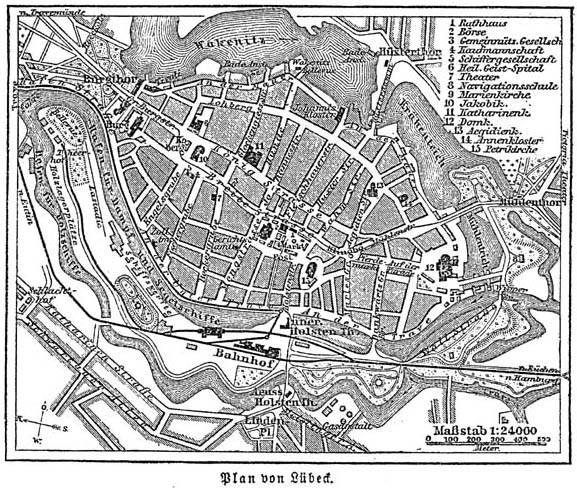
Casco medieval de Lübeck.

La ciudad medieval aparece como lugar cerrado dentro del paisaje agrícola y forestal, sirviendo de fortaleza defensiva y refugio de los habitantes y campesinos del entorno, a la vez que constituye el mercado del área de influencia. Estas ciudades se desarrollaron con la expansión agrícola iniciada en el siglo XII que generó prosperidad económica y favoreció los intercambios comerciales que se realizaban en núcleos urbanos ya existentes, aunque despoblados desde el fin del Imperio Romano. Estos intercambios también se llevaban a cabo en los castillos y en los monasterios del feudo, especialmente si estaban situados en alguna ruta comercial transitada o tenía puerto.
A estos centros acudían los campesinos a vender sus excedentes (cereales, frutas, carne, etc), a la vez que compraban artículos de uso cotidiano elaborados por los artesanos (herramientas, cerámica, ropa, etc). Por ello el comercio ha sido caracterizado como su función principal, y por ese motivo se requirió que hubiera disposición de plazas o espacios públicos para poder realizar tareas de mercado. Poco a poco los artesanos y comerciantes fueron estableciéndose allí, creando nuevos barrios llenos de talleres y establecimientos de artesanos y mercaderes denominados burgos, por eso a los habitantes de estas nacientes ciudades se les llamaban burgueses. Es así que la burguesía con el tiempo logra constituir una nueva clase social cuya riqueza no está ligada a la posesión de tierras pero, con el paso del tiempo, algunos de ellos se fueron haciendo ricos y prósperos, lo que hizo que a su vez acumularan más poder. Este hecho hizo que se produjera dentro de esta clase social una división.
Las ciudades medievales estaban rodeadas de altas murallas para su protección y algunas contaban con una fortaleza construida dentro del recinto de la ciudad conocida como ciudadela. En sus puertas se cobraban los impuestos sobre las mercancías que entraban en la ciudad. Las puertas se cerraban por la noche pero por el día permanecían abiertas. Los edificios más destacados eran la catedral, la casa consistorial, la universidad, la lonja, las Iglesias y conventos,  las hospederías, los hospitales y los palacios de algunos nobles y burgueses. La ciudad se dividía en barrios, cada uno con su propia parroquia. Disponían de un gran espacio abierto, la plaza del mercado, donde los comerciantes y campesinos instalaban sus tenderetes y en el que tenían lugar los principales acontecimientos de la ciudad: las representaciones de los artistas, las celebraciones festivas y los ajusticiamientos. El resto del espacio estaba ocupado por un enjambre de viviendas que propiciaban calles estrechas y tortuosas, tras las cuales, se encontraban pequeños huertos y corrales.
El ambiente de las ciudades era insalubre en general, pero variaba dependiendo de cada ciudad. Algunas ciudades y villas estaban empedradas y pavimentadas, era muy común el pavimento de canto rodado y adoquines, unas pocas ciudades continuaron la tradición romana del opus spicatum como se puede ver en la Piazza del Campo de Siena, otras no contaban con pavimento en absoluto y las calles se encontraban totalmente embarradas. Los desperdicios se arrojaban en vertederos extramuros conocidos como vaciaderos. La red de saneamiento consistía en una serie de canales, unas veces cubiertos con losas y otras al descubierto, que servían tanto para canalizar las aguas residuales como para drenar el agua de lluvia hacia cuerpos de agua fuera de la ciudad, como ríos o lagos. En algunas ciudades se siguieron utilizando las cloacas, acueductos y baños de origen romano. Por las ciudades correteaban también los animales domésticos (gallinas, cerdos, etc.) que poseían algunos habitantes. Por todo esto, las enfermedades eran frecuentes. Muchas viviendas contaban con estructuras o elementos de madera lo que sumado al uso de velas para la iluminación producía numerosos incendios.

## Edad Moderna
| Renacentistas |
| --- |
| Venecia, Florencia, Roma, Génova, Siena, Pisa, Milán, Nápoles, Úbeda, Baeza                                              |
| Barrocas |
| Madrid, Roma, París, Viena, Valladolid, Ciudad de México, Cartagena de Indias, Puebla de los Ángeles, Lima, Quito, Ronda |

### Renacimiento
El urbanismo renacentista se refiere a los proyectos de planeamiento urbano desarrollados durante el Renacimiento. El auge del pensamiento racional durante este periodo determinó un resurgir de las concepciones aristotélicas y platónicas sobre la ciudad. Se trata ahora de una ciudad señorial donde los hombres se dedican a cultivar las artes y las letras, en la que vuelve a resurgir el ágora como centro público donde compartir los conocimientos. Una ciudad donde el arte urbano adquiere un protagonismo importante, cuyas calles invitan al paseo y a la conversación. Los mejores ejemplos de este tipo de ciudades son Florencia y Venecia en Italia. El urbanismo del renacimiento se caracteriza principalmente por la  expansión de las áreas urbanas existentes o a su remodelación parcial; más que por la creación de nuevas ciudades. Esto se debe a un incremento notable en la población europea, y a la falta de una demanda de nuevos núcleos urbanos orientados al comercio. Recién en las últimas décadas del Renacimiento la industria comienza a generar nuevos asentamientos urbanos. 
Estas ideas influirían notablemente en el urbanismo de los nuevos territorios americanos. En efecto, la conquista de América, iniciada en el siglo XVI, permitió a los urbanistas llevar a la práctica en un territorio virgen las ideas utópicas del modelo griego, construyendo ciudades conforme al planteamiento aristotélico. conforme al modelo político de plaza mayor donde las cabeceras eran ocupadas por la iglesia y el Ayuntamiento o concejo y en los laterales las casas de la gente principal (cuando eran de nueva planta y no se asentaban sobre la edificación prehispánica).

### Barroco
En el barroco se produce un cambio radical en el modo de entender la ciudad. El espíritu de la “ciudad-estado” cerrada en sí misma que de un modo u otro había subyacido en la ciudad medieval y en el Renacimiento, desaparece para dar paso a la ciudad capital del Estado. En ella, el espacio simbólico se concibe subordinado al poder político, cuyo papel sobresaliente tratará de destacar la arquitectura urbana mediante un nuevo planteamiento de perspectivas y distribución de espacios. Los elementos formales cobran fuerza frente al carácter humanista de la polis griega. La ciudad del barroco se ve como la imagen de su gobernante, cuya importancia se mide por su tamaño y por el número de sus habitantes.
A la planificación centralizada de la ciudad ideal renacentista se contrapone la visión de la ciudad capital barroca, más dinámica y abierta a sus propios límites, y al mismo tiempo punto de referencia para todo el territorio.
Durante el Renacimiento, la ciudad se encontraba encerrada en sí misma, de manera física y sensible, ya que el habitar se limitaba casi exclusivamente a lo que sucedía dentro de las murallas. En una escala menor, los espacios públicos eran poco comunes y los espacios privados muy frecuentes. El proceso de urbanización del Barroco fue el motor del de la configuración de la ciudad como un todo.

## Edad Contemporánea
| Industriales                                                                                  |
| --------------------------------------------------------------------------------------------- |
| Essen, Mánchester, Londres, Nueva York, Wolfsburgo, Chicago, Lieja, Erfurt, Monterrey, Dresde |
| Utopistas                                                                                     |
| Letchworth, Weimar, Ciudad Lineal                                                             |

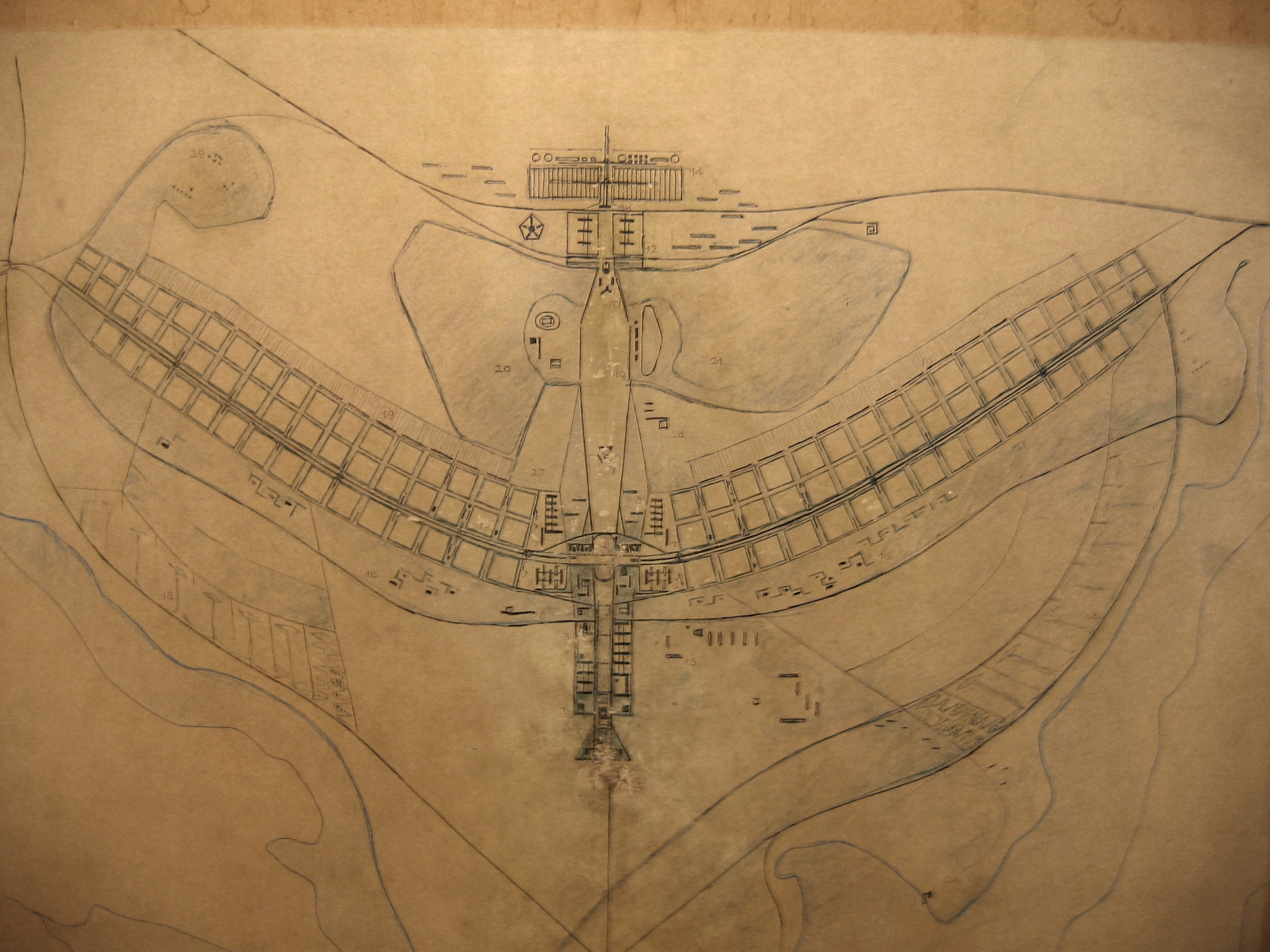
Plano Piloto de Brasilia. La capital brasileña fue concebida para hacer realidad las teorías del urbanismo utopista.

A partir de la segunda mitad del siglo XIX, el proceso colonial y la consecuente apertura de nuevos mundos amplían la geografía económica de Europa y hacen surgir un nuevo modo de entender la actividad empresarial. Resulta ahora necesario poner al servicio de la producción nuevos medios tecnológicos, nuevas condiciones de accesibilidad y, sobre todo, una nueva distribución del espacio. La entrada en escena de la energía eléctrica favorece el surgimiento de las coronas periféricas de las ciudades, cuyos suelos vacantes son ocupados por los nuevos asentamientos industriales y laborales, dando lugar a una nueva concepción de separación espacial entre producción y gestión.
La población urbana se distribuye formando arcos más o menos amplios en torno al núcleo urbano, en un movimiento centrífugo. En el arco exterior se sitúan las crecientes masas residenciales, constituidas por la nueva mano de obra inmigrante para la industria. Son los “barrios obreros”, típicos de los extrarradios de las grandes ciudades, densamente poblados, con escasos servicios y en general con pocas condiciones de habitabilidad. En estos barrios se concentra la masa laboral, que comparte la periferia con las grandes e insalubres instalaciones industriales.
Hasta la llegada de la Revolución industrial la intervención de los poderes públicos en el campo urbanístico había sido muy limitada, en su mayor parte se trataba de medidas orientadas a la sanidad y a la reglamentación de las edificaciones situadas en los conjuntos monumentales o en áreas centrales de la ciudad. Ahora, el nuevo entramado de intereses nacido al amparo del “desarrollismo industrial”, convertirá al urbanismo en una trama social y política, donde los poderes públicos tendrán que intervenir para reducir las tensiones que se generan en este campo cada vez más conflictivo.
Estos elementos fueron los que provocaron un cambio profundo en todo lo referente a la morfología urbana de las ciudades, creando espacios que llevaron a la búsqueda de soluciones reformatorias en el marco de las teorías políticas del utilitarismo que proporcionarían una preocupación en la ordenación urbana de las ciudades. Nacen así elementos indispensables en las ciudades industriales: Un sistema eliminación de las aguas negras, uno de distribución de agua potable, y otro de transportes dentro una misma ciudad.
En 1898 Ebenezer Howard publica sus teorías acerca de la ciudad jardín, que influiría poderosamente en el urbanismo de los Estados Unidos. El modelo que propone Howard pretende aglutinar todas las ventajas del campo con las de la ciudad, evitando los inconvenientes de ambos. Se trata de una ciudad en equilibrio, donde se compatibilizan actividades agrarias e industriales en un medio ambiente cuidado que favorece el estudio intelectual y la vida sana.
En el Reino Unido habían visto la luz durante la segunda mitad del siglo XIX movimientos a favor de los parques urbanos, se habían creado barriadas de iniciativa pública, existía ya una prolija legislación en materia sanitaria y de reforma de la viviendas, habiéndose establecido formas de control del crecimiento de las ciudades industriales, de la calidad de los edificios, normas sobre estética, volúmenes, etc. La ciudad jardín se plantea no solamente como una inversión ventajosa en el plano social, sino también como un proyecto financieramente rentable.
En España, donde la actividad urbanística ha sido mucho más escasa, irrumpe la figura de Arturo Soria. Este autor planteó su idea de ciudad lineal y dio lugar a la creación de un movimiento urbanístico de amplia influencia en Europa. Dicho movimiento se aglutinó en torno a la Revista La Ciudad Lineal dirigida por el propio Soria y cuya publicación se inició en 1897. La ciudad lineal puede crecer todo lo que se quiera en sentido longitudinal, desde Cádiz a San Petersburgo, decía su autor, es la anchura la que delimita el crecimiento, con el fin de asegurar una distancia adecuada y constante desde cualquier punto de la franja, al eje dorsal de las comunicaciones.
En definitiva, es en el siglo XIX cuando el urbanismo se convierte no solamente en una corriente de pensamiento científico, sino, y sobre todo, en una técnica para la distribución de los espacios públicos y privados, y de los usos o actividades que pueden en ellos desarrollarse. Estas técnicas tenían que acabar teniendo un contenido jurídico para poder ser impuestas, así que su evolución dio lugar al Derecho urbanístico, compuesto de normas jurídicas y figuras de planeamiento que regulan el ejercicio del derecho de propiedad y disciplinan la actividad urbanizadora y edificatoria sobre el suelo.